# Winsford (Cheshire)
Winsford is een civil parish in het bestuurlijke gebied Cheshire West and Chester, in het Engelse graafschap Cheshire met 30.481 inwoners.

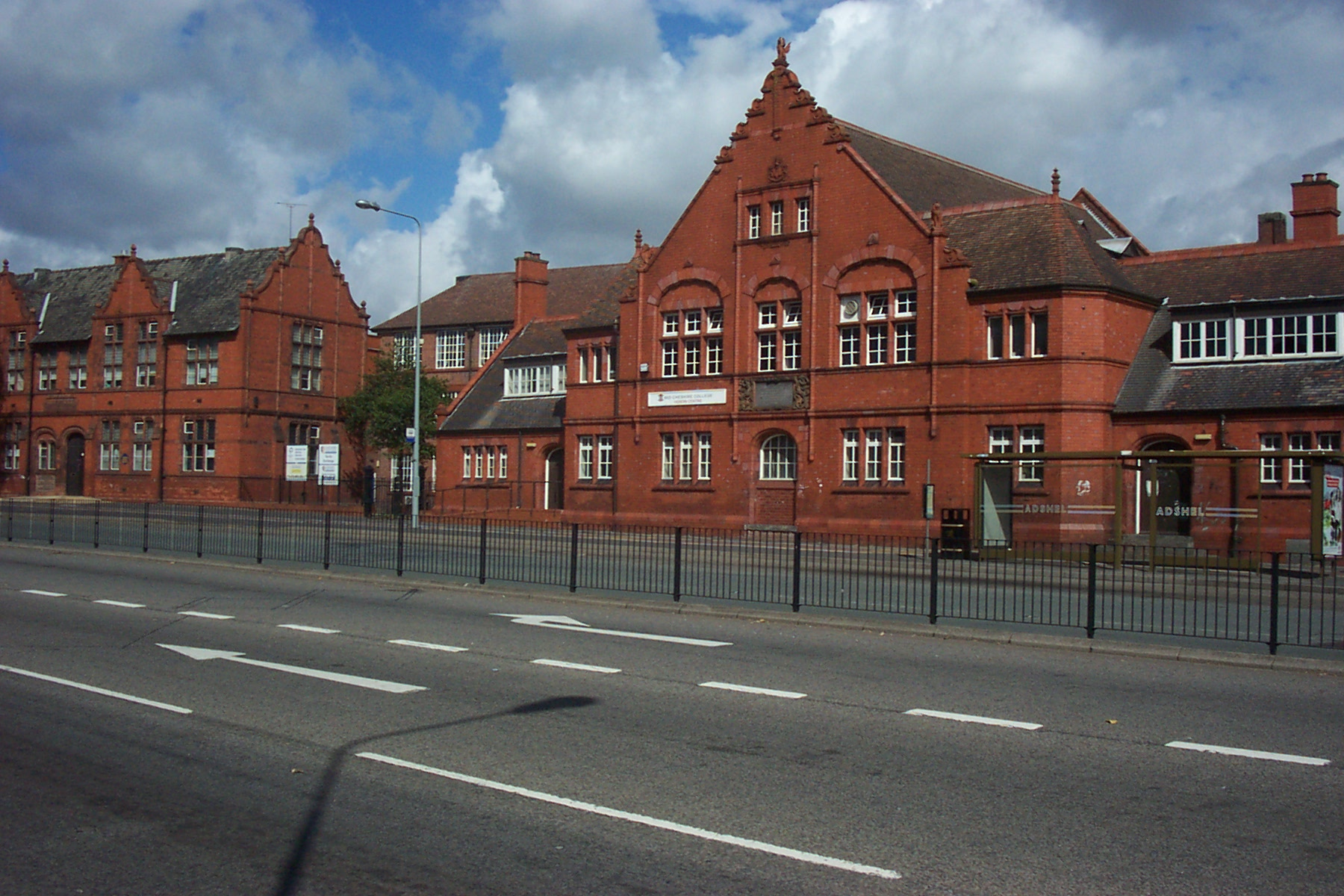
Guildhall

## Geboren
- Clare Calbraith (1 januari 1974), actrice
- Danny Fox (29 mei 1986), Engels-Schots voetballer